# Manuel Gaspar Costa
Manuel Gaspar Costa, semplicemente noto come Manuel (30 dicembre 1989), è un calciatore angolano, centrocampista del Primeiro de Agosto e della Nazionale angolana.

## Carriera

### Club
Ha sempre giocato per squadre angolane.

### Nazionale
Con la Nazionale angolana ha preso parte alla Coppa d'Africa 2013.